# Laurel Rose Willson
Laurel Rose Willson (Tacoma, 18 agosto 1941 – 8 aprile 2002) è stata una scrittrice statunitense, che dichiarò di aver subito degli abusi rituali satanici pubblicando un libro firmandosi Lauren Stratford, che in seguito adottò come nome anagrafico.
Successivamente si presentò come sopravvissuta all'Olocausto, firmandosi questa volta come Laura Grabowski.
Willson venne adottata ancora bambina da Frank Cole Willson e sua moglie. Dotata di talento musicale fin dalla giovinezza, Willson imparò a suonare il pianoforte, il clarinetto e il flauto. Diplomatasi, lavorò nell'istruzione pubblica come insegnante di musica. Successivamente si stabilì a Bakersfield, in  California per un certo numero di anni, dove divenne nota presso le chiese evangeliche locali come cantante e pianista.

## I presunti abusi rituali satanici
Firmandosi come Stratford, Willson scrisse tre libri, il più celebre dei quali è Satan's Underground, asserendo di raccontare la vera storia del suo allevamento come bambina destinata a essere vittima sacrificale di una setta satanica. Willson affermò anche di essere stata direttamente coinvolta in ben noti casi di presunti abusi satanici (compreso quello sugli abusi sui minori della contea di Kern, dove lei risiedeva), ma le sue dichiarazioni vennero rigettate dagli inquirenti come inaffidabili e inventate.
Un'indagine della rivista Cornerstone svelò il vero nome della Stratford e il suo retroterra familiare, e la falsità dei suoi racconti di abusi. Interviste con i familiari di Willson e altri suoi conoscenti rivelarono come lei avesse avuto una lunga storia di disturbi mentali e false accuse di abusi. Aveva più volte minacciato il suicidio e praticato l'autolesionismo. Inoltre, aveva affermato di aver partorito tre bambini in seguito a degli stupri; due, a suo dire, sarebbero stati uccisi in film snuff, mentre il terzo sarebbe stato sacrificato in un rituale satanico. Tuttavia la rivista Cornerstone non trovò prove che lei fosse mai stata incinta o avesse adottato dei bambini.

## Falsa identità di sopravvissuta dell'Olocausto
Dopo che il suo libro venne ritirato dal commercio dal suo editore, Willson cambiò legalmente il suo nome in Lauren Stratford. Più tardi si creò un'altra falsa identità, nel 1999, per raccontare una storia altrettanto terrificante. Presentandosi come Laura Grabowski, una sopravvissuta ebrea del campo di Auschwitz, Willson raccolse migliaia di dollari in donazioni destinate ai sopravvissuti dell'Olocausto. Come Grabowski, Willson divenne amica di Binjamin Wilkomirski, affermando di ricordarlo dai tempi passati insieme nel campo. In seguito fu rivelato che lo stesso Wilkomirski (in realtà Bruno Grosjean) non era né ebreo né un sopravvissuto dell'Olocausto, ciò che contribuì a smascherare la truffa di Willson.
La Stratford non ha mai risposto pubblicamente alle dichiarazioni di chi smascherò le sue false storie sull'Olocausto, né ha mai ritrattato qualsiasi sua testimonianza satanica, anche se i due racconti si sovrapponevano, contraddicendosi, l'uno con l'altro. Nessuna prova è mai venuta a galla per convalidare una delle due autobiografie da lei millantante e nessuna delle persone che hanno contribuito a promuovere le storie della Willson ha espresso rammarico per non aver eseguito verifiche più dettagliate prima di esporre e pubblicizzare i suoi racconti terrificanti al pubblico.
Lauren Stratford scomparve in California l'8 aprile del 2002.